# Christian metal
Il christian metal (detto anche white metal) è un sottogenere dello heavy metal che si fonda o contiene espliciti richiami a testi, tematiche e professioni di fede cristiane.

## Storia
I padri del christian metal sono considerati i californiani Stryper (benché vi fossero già state avanguardie come gli svedesi Jerusalem), che, con i loro album, riscossero un successo mondiale, diffondendo il genere a livello mediatico. Sulla scia degli Stryper nacque un enorme filone, inizialmente molto popolare, ma che poi, complice anche il declino della popolarità del heavy metal, divenne profondamente underground, e tale è ancora ai giorni nostri con l'eccezione di alcune parti del mondo come gli Stati Uniti d'America dove esistono distribuzioni e negozi specializzati in musica cristiana.
La scena del metal cristiano, in ogni caso, è in continuo divenire, le band che possono esserne considerate parte sono circa un migliaio nonostante non esista un confine netto tra quelle definibili "cristiane" e quelle che, invece, esulano da tale attribuzione. Questo genere musicale, nato in ambito heavy metal classico, ora abbraccia in modo trasversale tutti gli stili heavy metal, da quelli più tradizionali, a quelli melodici come pop metal e power metal fino a quelli più estremi come il thrash metal, il death metal o il black metal (spesso denominato unblack metal per distinguerlo dal black metal classico), passando per generi come il goth metal o il doom metal. Menzione a parte va fatta per il metalcore, dove decine e decine di band cristiane si sono imposte alla ribalta internazionale, recitando un ruolo di protagoniste.

## Significato e peculiarità
Il christian metal, o white metal, non è dunque un particolare genere musicale, quanto piuttosto uno specifico "genere" tematico, un filone trasversale a tutti i vari stili metal, dall'heavy metal classico, al pop metal, al black metal ed al grindcore, caratterizzato dal fatto che i gruppi che vi rientrano si proclamano cristiani, che la musica che compongono e propongono ha, oltre all'aspetto musicale, mire di testimonianza di questa fede e di questa morale. Ciò genera da sé un legame di affinità ideologica che spesso, ma non sempre, si manifesta in un blocco unitario perché, l'heavy metal, ed in particolare quello estremo, si fonda diffusamente e volentieri (almeno per alcune frange) su principi anticristiani e violenti, talvolta satanici. Questo filone, invece, si oppone a questa concezione della musica estrema, portandola in un contesto, religiosamente e moralmente cristiano.
Molti sono i gruppi heavy metal composti da membri cristiani, ma ciò non significa che facciano parte di una christian band; altri gruppi trattano tematiche cristiane in modo positivo, ma spesso lo fanno per dare enfasi ed interesse ai testi oppure per rendere più "pregnanti" ambientazioni e tematiche di stile gotico o medievaleggiante.
La vera e propria christian band è quella che si proclama cristiana e che utilizza la propria musica per manifestare e diffondere il proprio credo e che, frequentemente, si inserisce in modo spontaneo in quel filone, ad esempio, firmando con label che trattano solo gruppi cristiani, facendo da spalla ad esibizioni live di altre band cristiane, facendosi conoscere nelle specifiche webzine o forum tematici, inviando materiale autoprodotto a store e mailorder che trattano esclusivamente metal cristiano.
Ci sono poi delle band "di confine" che, seppur non sbandierandolo e non volendo in alcun modo ricevere etichettature, hanno, di fatto, dei testi influenzati dalla fede cristiana che, tutti o alcuni membri delle suddette band, professano.
Ovviamente il grado di zelo e di conformità al Vangelo dei vari gruppi cristiani varia molto, ma ciò non toglie che unico sia il credo di riferimento, ovviamente senza considerare le diverse confessioni (il christian metal è comunque assai diffuso in ambito protestante mentre molto poco diffuso in ambito cattolico).
Le tipologie dei testi realizzati dalle band cristiane variano in funzione dello stile musicale di riferimento e, in particolare, dell'appartenenza alla scena "metal melodico" oppure "metal estremo". Solitamente nel primo caso la manifestazione della propria fede, la predicazione del messaggio cristiano, le preghiere, le denunce sociali e mondane, le problematiche esistenziali, sono in toni più pacati e soft rispetto alle band dedite ad un sound più estremo, che invece trattano argomenti più oscuri ed adatti alla tipologia stilistica proposta. Così le tematiche diventano più violente e tetre, tanto da concentrarsi sui temi vicini alle grandi battaglie spirituali, le lotte individuali e collettive contro il male e contro Satana, la purificazione dal peccato, la condanna di pratiche peccaminose e le tematiche apocalittiche.

## Controversie
Sono diverse le controversie che il christian metal ha portato in auge.
In primis, ci sono molte metal band che non si "auto-definiscono" christian, ma che, nei loro testi, si riferiscono a Dio o Cristo in modo positivo ed orante. Le ragioni di queste pseudo prese di distanza sono molteplici e spesso vengono incolpate l'industria discografica e la tipica "aurea negativa" che è sempre circolata in ambito metal. Molte band, quindi, preferiscono non venire accomunate alle band cristiane "dichiarate" pensando, in questo modo, di avere più facile accesso alla scena metal di "alto livello".
Secondo, molte persone ritengono totalmente incompatibili i caratteri violenti e distruttivi del metal classico con la visione cristiana della vita e del mondo. Le band cristiane rispondono che molti lati poco conosciuti del Cristianesimo sono assai crudi e "violenti", e le musicalità estreme vanno ad esprimerli perfettamente.
Terzo, l'ortodossia religiosa gerarchica, finora, non ha appoggiato molto questa nuova forma estrema di evangelizzazione e testimonianza di fede. In ogni caso il christian metal ha raccolto anche numerosi favori all'interno degli ambiti gerarchici, per il ruolo di "avvicinamento alla Chiesa" che svolgono i gruppi per i ragazzi che ascoltano musica metal. In fin dei conti il livello musicale, tecnico e qualitativo di queste band è del tutto assimilabile a quelle che propongono un metal non cristiano.
Quarta controversia è quella sulla definizione del movimento: "christian metal" o "white metal"? Ai suoi primordi la scena si autodefiniva "white metal": era composta per lo più da band hard'n'heavy, ma sul finire anni Ottanta inizio Novanta incluse anche gruppi dediti al thrash e al death. Scemato il periodo aureo esposto ai riflettori mediatici, il movimento che nacque dalla ceneri del primo (ma in realtà sovrapponendosi senza soluzione di continuità) fu underground, principalmente nordeuropeo e statunitense, e assunse la definizione di "christian metal". A livello geografico, la dicotomia "white metal" - "christian metal" si estrinseca in un maggior uso del primo termine in tutta l'America latina, nei vecchi ambienti USA e nell'Europa sud-occidentale (Italia, Spagna, Francia, in parte la Svizzera) ed un prevalente uso del secondo nel resto del mondo, Nord Europa in primis.

## Concerti
Ci sono alcune chiese che permettono alle christian metal band di esibirsi nei loro locali ("Sanctuary International e Revolution") ma, in prevalenza, i luoghi solitamente adibiti alle performance live sono, oltre ai tour ed i festival, le "community center" o locali underground. I principali festival dedicati specificatamente alla musica cristiana sono il Cornerstone Festival che ha luogo in Illinois ed in Florida, il Bobfest (l'ultimo nel 2005) che ha luogo in Svezia, paese che vanta ora l'Endtime Festival; poi l'Elements of Rock in Svizzera, il Beyond The Mountain negli Stati Uniti, il norvegese Nordicfest ed il finlandese Immortal metal Fest. In Italia il festival Rock on the Rock ha ospitato metal cristiano fino al 2007 (l'anno successivo si è trasferito in Portogallo), mentre dal 2012 si svolge in Toscana il Rock for the King.

## Etichette discografiche
Alcuni esempi di etichette specializzate in metal cristiano sono la Rowe Productions (fondata da Steve Rowe, leader dei Mortification), la Rivel Records (di proprietà di Christian Rivel, cantante di Narnia, Divinefire, Audiovision, Flagship, Wisdom Call, ecc.), la MCM Music (fondata da Eric Clayton dei Saviour Machine), la Bombworks Records, la brasiliana Extreme Records, la svedese EndTime Productions, la tedesca Whirlwind Records, la norvegese Momentum Scandinavia, ecc.